# Montpellier Water-Polo
El Montpellier Water-Polo es un club de waterpolo francés con sede en la ciudad de Montpellier.

## Historia
El club fue creado en 1998 y la piscina en la que disputa los encuentros es la Piscine olympique d'Antigone con capacidad para 1200 espectadores.

## Palmarés
- 1 vez campeón de la liga de Francia de waterpolo masculino (2012)
- 2 veces campeón del copa de Francia de waterpolo masculino (2008 y 2009)